# José Nehin
José Eduardo Nehin (San Juan, 1905. október 13. – 1957. december 16.) argentin labdarúgó-középpályás.

## Életpályája
José Eduardo Nehin 1934-ben szerepelt középpályásként a világbajnokságon az argentín válogatottban. Klubcsapata a Sportivo Desamparados volt.